# Kırıkhan
Kırıkhan est une ville et un district de la province de Hatay dans la région méditerranéenne en Turquie.